# Xysticus labradorensis
Xysticus labradorensis är en spindelart som beskrevs av Eugen von Keyserling 1887. Xysticus labradorensis ingår i släktet Xysticus och familjen krabbspindlar. Inga underarter finns listade i Catalogue of Life.

## Bildgalleri

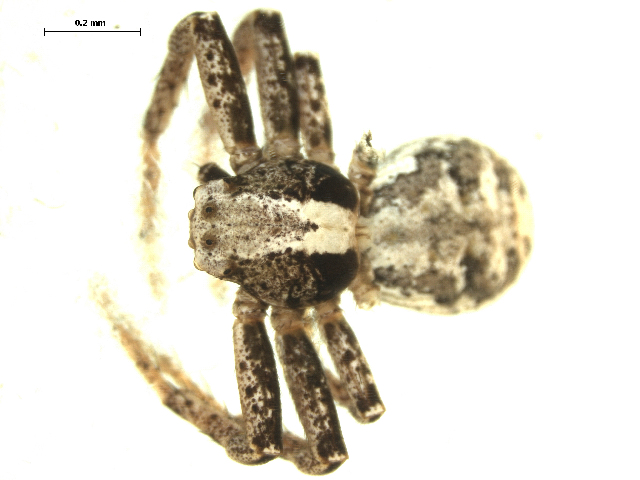